# 毕业证书

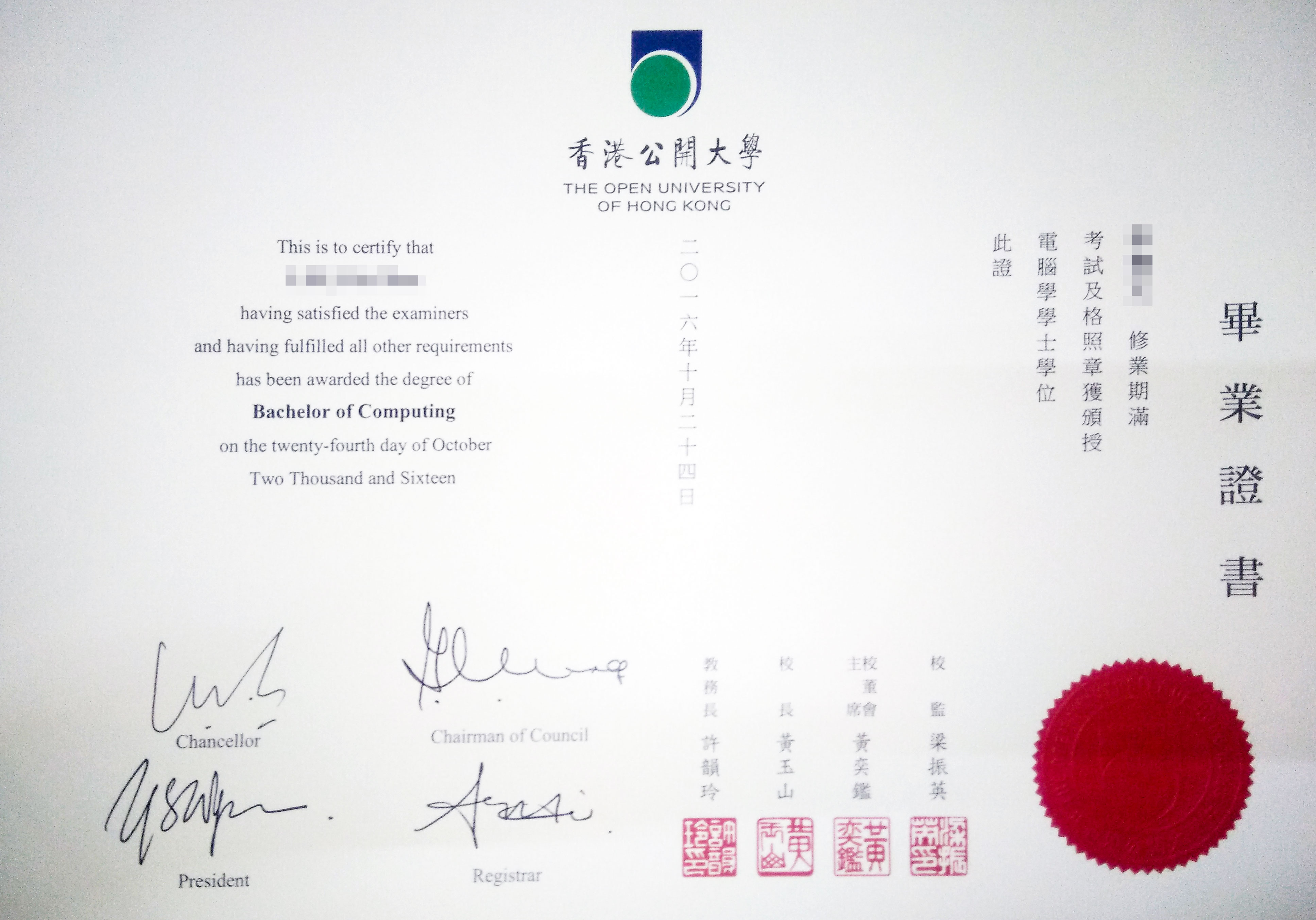
香港公開大學畢業證書（2016年）

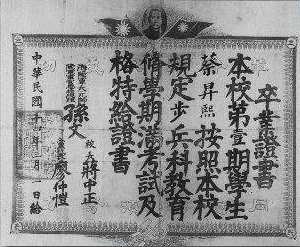
黄埔軍校一期步兵科蔡升熙畢業證，中華民國十四（1925）年

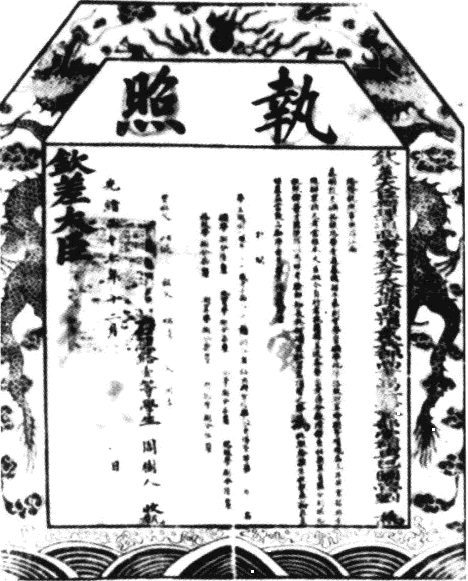
鲁迅在江南礦務鐵路學堂的畢業證書，光緒二十八（1902）年

畢業證書又稱畢業證，是指學生符合畢業資格後，由學校發給的學歷証明文件。大學以上符合畢業條件者，同時也獲得相應的學位證書，例如專科畢業（副學士學位證書）、大學本科畢業（學士學位證書）和研究所（碩士學位證書、博士學位證書）。
不同於學士學位證書，每個學校的模版大體相同，畢業證書在其設計上有一些學校的自主性。
畢業證書是報考更高階學位（如攻讀大學學士、研究所碩士、研究所博士等）及求職時常需要檢附的文件。